# Gai Canini Rèbil (cònsol 45 aC)
Gai Canini Rèbil (llatí: C.Caninius C.f.C.n. Rebilus)  (antiga Roma, segle I aC - valor desconegut, p. segle I aC) va ser un magistrat romà. Era membre de la gens Canínia, i formava part de la família dels Rèbil.
Va servir amb Juli Cèsar a la Gàl·lia i era un del seus legats a Alèsia i altres llocs els anys 52 i 51 aC. L'any 52 aC, al final de la campanya es va estacionar amb els rutens per passar l'hivern, amb la Legió I. Va anar al país dels pictons per aixecar el setge de Lemonum (actualment Poitiers) per Dumnacus, cap dels andecaus. Els assetjants es van haver de retirar i Dumnacus va ser derrotat poc després.
Va acompanyar a Cèsar a Itàlia i va participar en la negociació amb Gneu Pompeu, parlant amb Escriboni Libó, molt amic seu, que estava al camp de Pompeu. Després va ser legat de Gai Escriboni Curió, amb el que es va traslladar a la província d'Àfrica. Va ser un dels pocs que es va poder escapar amb vida després de la derrota i mort de Curió per Juba. Va tornar a aquella província el 46 aC, ara amb més èxit, ja que estava sota el comandament de Cèsar i va servir a la campanya que va acabar a la batalla de Tapsos. Després de la derrota d'Escipió va conquerir la ciutat de Tapsos. Aule Hirti diu que quan va prendre la ciutat era procònsol. L'any 45 aC va anar amb Cèsar a Hispània i va combatre a la batalla de Munda. El 31 de desembre del 45 aC va morir sobtadament el cònsol Quint Fabi Màxim i Cèsar va nominar a Rèbil com a cònsol sufecte per unes hores. Ciceró comenta que durant el seu consolat no havia mort ningú, i que prestava tanta atenció al seu càrrec que durant el seu mandat mai havia dormit.